# 町山口川
町山口川（まちやまぐちがわ）は、熊本県天草市を流れる二級河川。流域面積は13.47km2。流路延長は10.04km。

## 地理

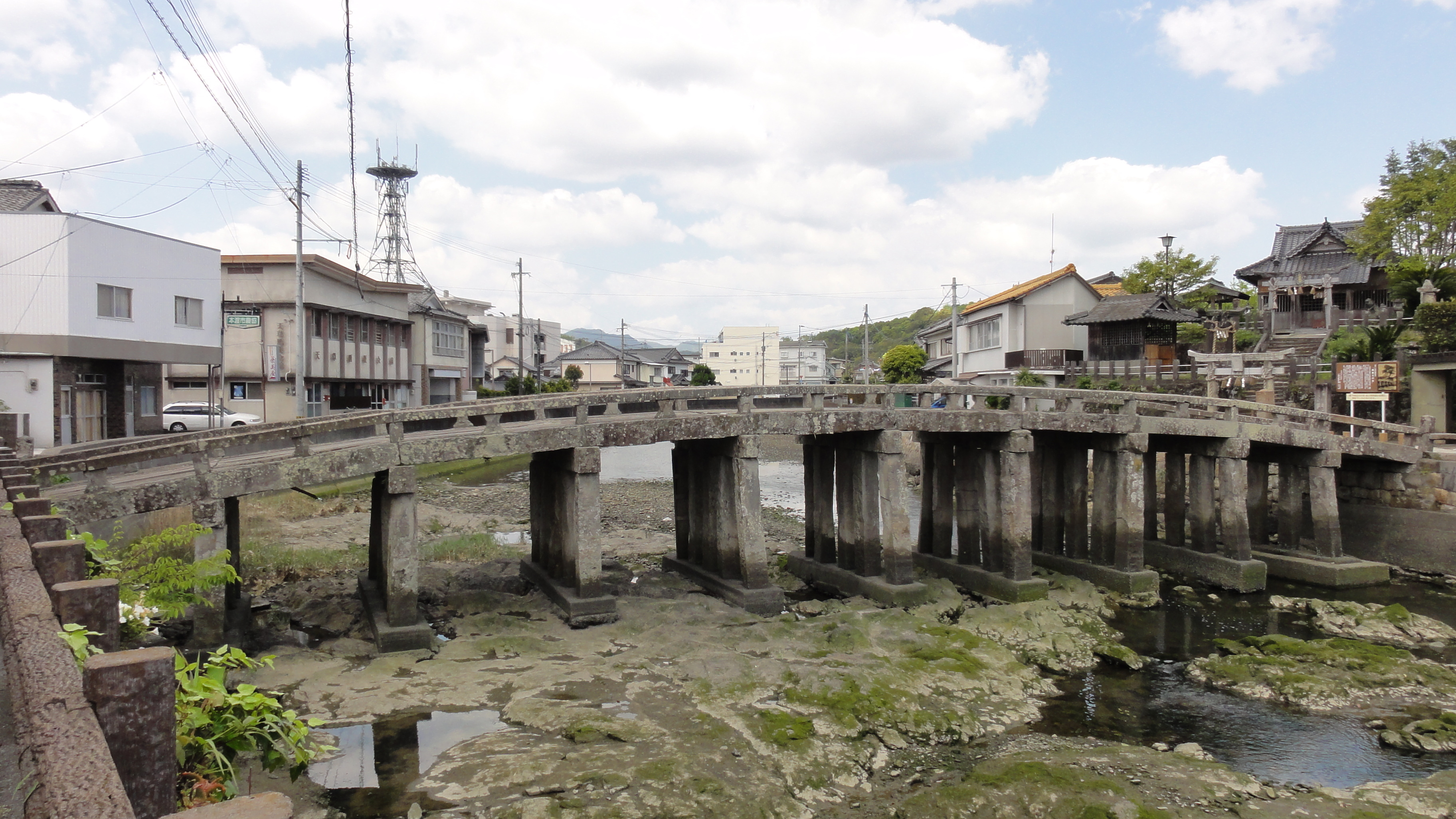
祇園橋

天草下島の中央部に端を発し、天草市を東流する。黒仁田川、平首川、仮股川、大河内川を集め、天草市の中心市街地（旧・本渡市）で島原湾（有明海）に注いでいる。下流には重要文化財の祇園橋が架かっている。北側には広瀬川の流域が、南側には亀川の流域がある。

## 水害
梅雨の終わり頃には集中豪雨が発生することが多く、台風の影響を受けやすい地域でもあることから、過去には大きな災害も引き起こしている。1971年（昭和46年）の豪雨の際には162ヘクタールの農地が冠水し、約1000棟の家屋に被害があった。1973年から河川改修が進められているが、1982年（昭和57年）や1989年（平成元年）にも被害が発生している。2015年（平成27年）6月11日には天草市における24時間総雨量が224.5mmに達し、町山口川の一部が氾濫した。

## 「島原の乱における激戦地」とその疑問
『本渡市誌』、天草市による観光案会板、天草市によるパンフレットなどによると、町山口川は江戸時代初期の島原の乱で激戦地になったとされる。しかし、文献には島原の乱と町山口川を関連付ける一切の記録がなく、郷土史家は早くから激戦地だったとされることに否定的だった。
1985年（昭和60年）5月、苓北町富岡の旧家で島原の乱の際の天草四郎軍勢の戦闘記録報告や見聞録が発見された。1986年（昭和61年）11月、歴史学者の五野井隆史（東京大学史料編纂所）が94枚の古文書からなる資料をマイクロフィルムに収めた。島原の乱勃発後、熊本藩や久留米藩などの徳川幕府方の各藩や、従軍していた鉄砲奉行の鈴木重成（後の天草代官）が、戦闘の状況報告を書状にして征討軍の総指揮官・板倉内膳正重昌や大坂城代、江戸にあてたものの写しである。幕府が保管していたものを書き写し、ある時期に天領の天草に持ち込んだものと見られる。
1986年（昭和61年）、キリシタン史研究家の鶴田倉造は『キリシタン文化研究会会報』にこの資料を紹介している。四郎軍は茂木根（現・天草市本渡町広瀬）の海岸に上陸し、馬に乗って本渡を攻めたとされる。中村や今釜の地名は登場するが、町山口川の名前は出てこない。むしろ広瀬川の小高い丘に富岡番台・三宅藤兵衛がこの地で激戦後、討ち死にし後、墓も作られている。上陸後、富岡を目指す四郎軍の軌跡と一致する。
郷土史家で天草史談会代表の鶴田文史は、「本渡合戦では、一揆勢の方が一方的な戦斗で勝利しているため、戦死者は数少なかったと考えられる。諸記録には、富岡戦の場合の戦死人数は記してあるが、本渡のは記していないことからもそれを物語っている。したがって、町山口川が一時、『血の川』となったという伝承があるがそれはあとから誇張して作ったものであろう」としている。
東京出身の造船技師で歌人の橋本徳寿は、詩「町山口川の流れせきとめし殉教者のむくろ数百千にして名をとゞめず」を作った。地元の観光関係者から聞き取った内容を元にして作り、天草五橋開通時には観光振興のために詩碑が建立されたという。